# Кладьківка
Кла́дьківка — (у минулому Складовка) село в Україні, у Куликівській селищній громаді Чернігівського району Чернігівської області. Населення становить 489 (2023) осіб. Від 2017 орган місцевого самоврядування — Куликівська селищна рада.
Село Кладьківка розташоване на лівому березі річки Десна у 28 км від районного центру і у 12 км — від залізничної станції Вересоч. Біля села розташована гідрологічна пам'ятка природи «Заплавні озера».

## Історія
Село має дуже давню історію. У 1147 році біля Лисої гори відбулася битва між турками і військами угорського короля Матяша (на боці київського князя Ізяслава). Саме тоді було засновано Кладьківку. Спочатку вона називалася Складовка. Тут стояло київське військо, були його військові склади. Після бою поранені лишилися на лікування на місці військових складів. Саме вони, одружившись з місцевими дівчатами, заснували село. Досі зустрічаються давні прізвища: Татарчуки, Дубелі, Неїжсали, Калібаби, Халімони, Матяхи та інші, тобто властиві татарам, росіянам, угорцям, грекам, монголам.
До 1608 року належить перша літописна згадка про Кладьківку. Це був Чернігівський повіт Великого Князівства Литовського, і йшла війна з Московським царством. З 1618 до 1652 року територія належала Речі Посполитій. У складні часи національно-визвольної боротьби у 1648—1649 роках тут стояв Борзенський полк Війська Запорізького, пізніше — полкова сотня Ніжинського полку, яка протрималася до 1781 року. З 1652 року територія підпорядковувалася Війську Запорізькому, Московському Царству, Гетьманщині, а з 1721 року — Російському царству, Російській імперії.
За універсалом 1668 року село Кладьківка було подароване Вибельському сотнику Василю Кладьковському (Дуніну-Борковському). У кінці 18 століття землі села подаровані графу Самойловичу, який переселив сюди кріпаків із Брянської губернії із села Домашлін.
Деякий час Кладьківка іменувалася Владиківкою. Це позначено на карті Борзнянського повіту і збігається з легендою про перебування тут деякий час монастиря в урочищі Лиса гора і проживання владики.
У кінці 19 століття на Десні багатий промисловець Мальцев побудував нову пристань. Це була значна інженерна споруда. Сюди підходили пароплави, баржі і плоти з лісом з брянських лісів. Поряд на початку 20 століття побудовано два лісопильні заводи Митрофаном Батютою і багатим австрійським євреєм Вольфіном.
У 1883 році у Кладьківці відкрили школу. Першим учителем був Заболотний. На початку 20 століття відкрили двокласне міністерське училище.
Після 1917 року більшовики конфіскували і поділили серед бідноти землю заможних селян Митрофана, Філарета та Радіона Батют, С. Бордоноса і поміщиків Савицьких та Цигикало. З осені 1918 до березня 1919 року у селі були денікінці. Вони також грабували селян, забирали зерно, корів, овець, коней. Катуванням і екзекуціями денікінці нагнали страху на людей, і вони тікали на правий берег Десни, поповнюючи лави червоних.
Весною 1919 року до Кладьківки вступив Таращанський полк. Лісопильні заводи були захоплені робітниками і спалені. Перші товариства спільного обробітку землі у селі створили у 1926 році, а сільгоспартіль «Вільне життя» — у 1929 році, виникло кілька невеликих колгоспів. Завершено колективізацію було у 1932 році. Не оминуло Кладьківку і лихо голодомору. Під час голоду кладківчани ходили до сусіднього села Воловиці і вимінювали там свій одяг на будь-яку їжу. Після укрупнень у 1951 році організовано колгосп «Більшовик».
13 вересня 1941 року до села вступили німецькі нацисти. Вони зайняли приміщення школи, спалили усю наочність, учнівські парти, пограбували і колгосп. За час окупації понад 200 молодих людей примусово відправили до Німеччини. Частині вдалося втекти до партизанів.
Після визволення у 1943 році почалося відродження села. У 1957 році школа перейшла на однозмінне навчання, побудовано нове її приміщення. У 1958 році село радіофіковано, збудовано колгоспну електростанцію. У 1962 році лікарня перейшла у нове приміщення на 25 ліжок. У 1969 році побудовано новий клуб і приміщення сільради.
12 червня 2020 року, відповідно до розпорядження Кабінету Міністрів України № 730-р «Про визначення адміністративних центрів та затвердження територій територіальних громад Чернігівської області», село увійшло до складу Куликівської селищної громади.
19 липня 2020 року, в результаті адміністративно-територіальної реформи та ліквідації Куликівського району, село увійшло до складу Чернігівського району.

## Сьогодення
На сьогоднішній день на території сільської ради функціонують:
- агрофірма «Кладьківка», яка займається вирощуванням с/г культур;
- загальноосвітня школа;
- будинок культури;
- фельдшерський пункт;
- відділення зв'язку;
- ветеринарна дільниця.

Також діють заклади торгівлі, є транспортний зв'язок з обласним та районним центром (Куликівка), з містом Ніжин.

## Населення

### Мова
Розподіл населення за рідною мовою за даними перепису 2001 року:
| Мова            | Кількість | Відсоток |
| --------------- | --------- | -------- |
| українська      | 806       | 96.30%   |
| російська       | 25        | 2.98%    |
| білоруська      | 5         | 0.60%    |
| інші/не вказали | 1         | 0.12%    |
| Усього          | 837       | 100%     |

## Герб
Герб села за формою нагадує щит. Розділений горизонтальною лінією на дві частини. Верхня частина малинового кольору, нижня — блакитного.
Малиновий колір символізує історичні зв'язки Кладьківки зі славною козацькою історією. Саме козаки мали прапор малинового кольору. На родинному гербі Дуніних-Борковських був зображений білий лебідь. Він є і на сучасному гербі, як символ зв'язку села з відомою історичною постаттю Дуніна-Борковського (Кладьківського). Лебідь, разом з тим, є символом краси, благородства, вірності. Він також вказує на розмаїття пташиного світу місцевості, єдність людини і природи.
Блакитний колір на гербі — це колір чистого неба і водних просторів (річки Десни і навколишніх придеснянських озер). Саме цей колір є одним із домінуючих у природі Кладьківки.
На блакитному тлі зображено три рибки золотого (жовтого) кольору. Риба — це символ того, що з давніх-давен рибальство було завжди в Кладьківці в пошані. Довгий час в селі працював рибколгосп. Риба була завжди одним із джерел матеріального достатку селян. У найважчі часи голоду часто саме риба рятувала людей від смерті.

## Відомі люди
- Батута Олекса Митрофанович — військовий, повстанець; хорунжий артилерії Армії УНР.
- Вальченко Василь Іванович — військовий, громадський діяч, начальник наказної частини канцелярії Головного отамана Армії УНР, помічник начальника відділу Військового міністерства УНР; старшина Армії УНР.
- Глотко Григорій Микитович (нар. 1924) — український баяніст, диригент, педагог.
- Лівенко Петро Андрійович — стоматолог.
- Панишко Сергій Дмитрович — український історик, археолог, краєзнавець; кандидат історичних наук. Дослідник Волині давньоруського часу та литовсько-польської доби.
- Саєнко Г. О. — кавалер ордена Слави трьох ступенів.